# Alpski ribiz
Alpski ribiz (lat. Ribes alpinum), mali je listopadni grm rodom iz središnje i sjeverne Europe - raste od Finske i Norveške na jug do Alpa, Pireneja i Kavkaza. Na jugu svog raspona ograničen je na velike visine. U zapadnoj je Europi rijedak, u Britaniji je ograničen na mali broj mjesta u sjevernoj Engleskoj i Walesu. U Hrvatskoj ga ima u Gorskom kotaru i na Velebitu. Ribes alpinum naraste do 2 m visine i 1,5 m u širinu. Kora je u početku glatka i svijetlo siva, kasnije postaje smeđe siva. Pupoljci su raštrkani, zbijeni i svijetlo zeleni do bijeli. Listovi su oblika dlana. Gornja strana lišća je tamnozelena, dok je donji dio lista svijetlo zelen. Muški i ženski cvjetovi su na različitim primjercima. Obje vrste cvjetova organizirane su u malim grozdovima, gdje su muški najduži. Pojedinačni cvjetovi su mali i zelenkasto-žuti. Plod je crven, i nalikuje crvenom ribizu, ali ima neobičan, vrlo blag okus. Sjeme lako klija. Uzgojeno je i nekoliko kultiviranih odlika (Schmidt, Majola, Corel, Elza, Pumillum). Otporan je  na gradske uvjete pa se koristi i u hortikulturi.

## Vanjske poveznice
- Ribes alpinum - L., pfaf.org (engl.)